# Trolltjärnen (Arvidsjaurs socken, Lappland, 725886-164456)
Trolltjärnen är en sjö i Arvidsjaurs kommun i Lappland och ingår i Skellefteälvens huvudavrinningsområde.